# Ікволіті (Іллінойс)
Ікволіті (англ. Equality) — селище (англ. village) в США, в окрузі Ґаллатін штату Іллінойс. Населення — 539 осіб (2020).

## Географія
Ікволіті розташоване за координатами 37°44′13″ пн. ш. 88°20′32″ зх. д. / 37.73694° пн. ш. 88.34222° зх. д. (37.736911, -88.342211).  За даними Бюро перепису населення США в 2010 році селище мало площу 2,35 км², з яких 2,31 км² — суходіл та 0,04 км² — водойми.

## Демографія
Згідно з переписом 2010 року, у селищі мешкало 595 осіб у 265 домогосподарствах у складі 166 родин. Густота населення становила 253 особи/км².  Було 301 помешкання (128/км²).
Расовий склад населення:
| - 99,2 % — білих - 0,2 % — корінних американців - 0,2 % — чорних або афроамериканців |

До двох чи більше рас належало 0,5 %. Частка іспаномовних становила 0,3 % від усіх жителів.
За віковим діапазоном населення розподілялося таким чином: 20,8 % — особи молодші 18 років, 57,2 % — особи у віці 18—64 років, 22,0 % — особи у віці 65 років та старші. Медіана віку мешканця становила 43,2 року. На 100 осіб жіночої статі у селищі припадало 99,0 чоловіків;  на 100 жінок у віці від 18 років та старших — 93,0 чоловіків також старших 18 років.
Середній дохід на одне домашнє господарство  становив 47 354 долари США (медіана — 41 034), а середній дохід на одну сім'ю — 60 231 долар (медіана — 53 750). Медіана доходів становила 41 429 доларів для чоловіків та 35 000 доларів для жінок. За межею бідності перебувало 14,9 % осіб, у тому числі 14,3 % дітей у віці до 18 років та 9,2 % осіб у віці 65 років та старших.
Цивільне працевлаштоване населення становило 272 особи. Основні галузі зайнятості: освіта, охорона здоров'я та соціальна допомога — 23,2 %, сільське господарство, лісництво, риболовля — 18,0 %, мистецтво, розваги та відпочинок — 14,0 %.